# Symmetric Multiprocessing
Symmetric Multiprocessing eller SMP, på svenska ungefär "symmetrisk multi-behandling", är en datorarkitektur där två eller fler likadana processorer är kopplade till ett gemensamt arbetsminne. Idag använder sig de flesta mindre multiprocessorsystem av SMP-arkitekturen.
Arkitekturen medger att vilken processor som helst kan behandla den data som finns i minnet, förutsatt att operativsystemet stödjer SMP. Nackdelen med denna arkitektur är att minneshanteringen inte är särskilt effektiv, eftersom bara en processor i taget kan hämta eller lämna data från minnet. Detta kan resultera i en viss latens, då en eller flera processorer "står i kö" och väntar på att få hämta ny data att behandla.
Ett alternativ till SMP är Non-uniform memory architecture, NUMA. Där tilldelas varje processor ett specifikt minnesområde, som inte delas med övriga processorer. På sådana system utnyttjas den sammanlagda mängden minne mindre effektivt än under SMP, men prestanda kan vara högre eftersom enskilda processorer aldrig behöver vänta på data.

## Processorer som stödjer SMP
- Advanced Micro Devices (AMD)
  - Athlon MP
  - Athlon 64 X2
  - Turion 64 X2
  - Opteron
  - Phenom
  - Phenom II
- AIM (Apple, IBM och Motorola)
  - PowerPC
- Azul Systems
  - Vega 1
  - Vega 2
- DEC Alpha
- Hewlett-Packard (HP)
  - PA-RISC
- International Business Machines (IBM)
  - PowerPC
  - IBM POWER
- Inmos
  - INMOS transputer: T400, T800 och T9000
- Intel
  - 486/DX[1]
  - Intel OverDrive
  - Pentium Pro
  - Pentium II
  - Pentium III
  - Pentium D
  - Intel Core
  - Intel Core 2
  - Intel Core i7
  - Intel Xeon
  - Intel Itanium
  - Intel Itanium II
- Sun Microsystems
  - UltraSPARC
- SGI/MIPS
  - MIPS
  - MIPS64[2]
- Razamicroelectronic 
  - XLR
- Tilera
  - Tilera64[3]